# شركة تومسون
شركة تومسون هي شركة إعلام ووكالة أنباء كندية ضخمة يقع مقرها في أونتاريو وتعتبر أيضا واحدة من أكبر شركات الطباعة والنشر في العالم وتومسون أيضا كان لها شركات في كل من القطاع الخدمي المالي والضريبي والقطاع الصحي وأسهم الشركة مدرجة في بورصة نيويورك وبورصة تورنتو
وقد اندمجت الشركة في شهر أبريل 2008 مع رويترز الشركة الرائدة في مجال الإعلام وبذلك تكون شركة تومسون رويترز أكبر شركة معلومات ووكالة أنباء بالعالم.